# Europe Échecs
Europe Échecs és una revista d'escacs en francès, de publicació mensual, que surt al mercat 11 vegades l'any (hi ha un número doble de juliol-agost).
Fundada el 1959 per Raoul Bertolo, (expresident de la Federació francesa d'escacs, mort el 1991), fou el resultat de la fusió de dues revistes preexistents, l'Échiquier de Turenne i L'Échiquier de France. És la més antiga de les revistes franceses d'escacs encara en publicació, i és actualment dirigida pel Gran Mestre francès Bachar Kouatly. De 1985 a 1997 va ser propietat de Jean-Claude Fasquelle, aleshores director general d'éditions Grasset.
La revista ofereix informació i reportatges sobre els principals torneigs francesos, europeus, i mundials, amb moltes partides analitzades pels mateixos jugadors (que apareixen regularment entre els millors del món), exercicis tàctics, temes relacionats amb l'estratègia així com anuncis de torneigs.
El seu lloc web ofereix ofereix continguts multimèdia, i la mateixa revista, en mode de pagament.